# Gonepteryx farinosa
Gonepteryx farinosa ist ein Schmetterling (Tagfalter) aus der Familie der Weißlinge (Pieridae). Er kommt von Südosteuropa bis Zentralasien vor.

## Merkmale
Gonepteryx farinosa sieht dem Zitronenfalter (Gonepteryx rhamni) sehr ähnlich, ist jedoch größer und die Beschuppung des Männchens kreidig dick. Die Hinterflügel sind etwas lichter als die Vorderflügel gefärbt, was besonders im Flug auffällt. Die gelben Discodialflecke sind undeutlicher und fehlen oft auf den Vorderflügeln, besonders bei den Weibchen, die manchmal schwach bläulich durchsetzt und noch bleicher als die Zitronenfalter-Weibchen gefärbt sind. Nach der Überwinterung haben die Flügel oft grünliche Flecken.
Die erwachsene Raupe ist hell lindgrün und leicht bläulich grün. Auf dem Rücken trägt sie auf breiter Fläche feine dunkelblaugrüne Warzen. Daneben befinden sich große grünweißliche Flecke, die ab den mittleren Segmenten, besonders an den Einschnitten, unregelmäßig groß sind und sich teilweise mit den Flecken der anderen Seiten vereinen. Weit unten an der Seite verläuft ein schmaler cremefarbener Streifen. Der Kopf ist einfarbig und deutlich heller, die Mandibeln sind bräunlich rot.
Die ebenfalls lindgrüne Puppe ist an den Bein- und Antennenscheiden gelb gefärbt. Die Stigmata sind schwärzlich grün.

## Unterarten
- G. farinosa turcirana de Freina, 1982 kommt im gesamten anatolischen Raum vor, der nicht von der Nominatunterart besiedelt wird. Außerdem kommt sie im Kleinen Kaukasus, im Armenischen Hochland und im Nord- und Nordost-Iran vor. Die Falter sind etwas kleiner, haben einen spitzeren Apex und eine schwächere Beschuppung, wodurch die Männchen nicht so stark zitronengelb wirken.[4]
- G. farinosa meridiorana de Freina, 1983 kommt im Südwest-Iran vor und hat einen sehr spitzen Apex und die Ecke am Ende der Ader M3 ist ebenfalls deutlich spitzer. Die Beschuppung ist noch schwächer als bei spp. turcirana und dadurch wirken die Falter leicht grünlich.[5]

## Ähnliche Arten
- Der Zitronenfalter, Gonepteryx rhamni (Linnaeus, 1758), sieht Gonepteryx farinosa sehr ähnlich und ist im Gelände nur schwer zu unterscheiden. Die Weibchen könnten manchmal nur durch eine Genitaluntersuchung unterschieden werden, da die Variabilität der Merkmale bei beiden Arten groß ist.[6] Die Männchen der Zitronenfalter reflektieren auf der Flügeloberseite UV-Licht im Gegensatz zu denen von Gonepteryx farinosa.[7]
- Der Mittelmeer-Zitronenfalter, Gonepteryx cleopatra (Linnaeus, 1767), unterscheidet sich durch orange Vorderflügel bei den Männchen deutlich und durch satteres gelb und einen intensiven zitronengelben Vorder- und Außenrand bei den Weibchen.[6]
- Gonepteryx chitralensis Moore, 1905 wurde lange als Unterart von farinosa betrachtet. Sie ist geografisch getrennt und auch morphologisch unterschiedlich und wird deshalb als Art gesehen. Bekannt ist sie nur aus Chitral in Pakistan.[8]

## Vorkommen
Gonepteryx farinosa kommt in Europa in Albanien, Mazedonien, in Bulgarien an einer einzigen Stelle im Struma-Tal und in Griechenland in Ost-Thessalien, Zentralgriechenland, Attika, auf dem Peloponnes und auf den Inseln Lefkada, Kefalonia und Rhodos vor. Sehr beschränkt kommt Gonepteryx farinosa in Nordgriechenland bei Kastoria, Kozani, Drama und Evros vor.
Außerhalb Europas erstreckt sich die Verbreitung über die Türkei, Israel, Libanon, Syrien, Nord-Irak, Nord- und West-Iran und den Kaukasus bis nach Tadschikistan.

## Lebensraum und Lebensweise

### Lebensraum
Gonepteryx farinosa lebt an heißen, trockenen und ausgedehnten strauchbewachsenen Stellen mit Echter Feige (Ficus cariaca), Götterbaum (Ailanthus altissima), Perückenstrauch (Cotinus coggygria) und Ziziphus-Arten und in sommertrockenen und sehr heißen Küstenbergen mit spärlicher Strauchvegetation aus Christusdorn (Paliurus spina-christi) und oft an felsigen Hängen in höherer Lagen. Im europäischen Teil der Türkei sind die Falter bis auf 1450 m anzutreffen. In einigen Gebieten übernachten die Falter oft in Strauchigem Brandkraut (Phlomis fruticosa).

### Lebensweise
Die Eiablage erfolgt im zeitigen Frühjahr an Blattknospen und später an der Blattunterseite. Die Raupen ernähren sich nach Tolman/Lewington von Alpen-Kreuzdorn (Rhamnus alpina ssp. fallax), Rhamnus sibthorpiana, Rhamnus lycioides ssp. graeca und Christusdorn (Paliurus spina-christi). De Freina gibt dagegen Kreuzdorn-Arten (Rhamnus), Ziziphus-Arten, Terpentin-Pistazie (Pistacia terebinthus), Buchsbäume (Buxus) und Gerber-Sumach (Rhus coriaria) als gesichert an. Die Raupen sitzen auf der Mittelrippe größerer Blätter, an der sie sich mit einem selbstgesponnenen Haftpolster festhalten. Sie schauen zum Blattende, von dem sie auch fressen und richten sich bei Störung auf, ähnlich wir Schwärmerraupen. Sie verpuppen sich als Gürtelpuppe durch Blätter getarnt an einem etwas stärkeren Zweig.
Im Gegensatz zum Zitronenfalter fliegt Gonepteryx farinosa nicht bei niedrigen Temperaturen, er fliegt nur bei Sonnenschein ab dem frühen Vormittag. Bei zu starker Hitze um die Mittagszeit ruhen die Falter. Vor der Überwinterung zeigen die Falter kein Balzverhalten. Die überwinterten Falter nutzen den Vormittag für die Nahrungssuche und den Nachmittag auch für Partnersuche, Balz und Paarung.
Gonepteryx farinosa lebt sympatrisch mit dem Zitronenfalter (Gonepteryx rhamni) im gesamten Verbreitungsgebiet, bis auf den Südwestiran, und mit Gonepteryx cleopatra nahe der Mittelmeerküste. Die Falter sind sehr scheu und fliehen bei Störung im Zick-zack-Flug oder steigen einige Meter in die Höhe. Wenn sich Sträucher in der Nähe befinden, suchen sie darin Schutz.

#### Flug- und Raupenzeiten
Die Falter fliegen in einer Generation (univotil) in niedrigen, küstennahen und warmen Gebieten ab Ende April und Mitte Mai und in höheren und kühleren Langen ab Mitte Juni. Die Flugzeit bis zum Überwintern wird von einer Übersommerung unterbrochen. Im folgenden Jahr sind die Falter ab März wieder anzutreffen.